# Szelepcsényi György

Szelepcsényi György

Szelepcsényi György (latinul: Georgius Pohroncious Szelepcseny, szlovákul: Juraj Pohronec-Slepčiansky) (Szelepcsény, 1604. március 13. – Letovice, Morvaország, 1685. január 14.) csanádi, pécsi, veszprémi, majd nyitrai püspök; kalocsai, később esztergomi érsek; egyházi író; az ellenreformáció fontos személyisége. A Szelepcsényi György esztergomi érsek elnökletével Pozsonyban folyó GÁLYARAB-perekben gyakran erőltették, hogy a vádlott protestáns prédikátorok írják alá valamelyik kötelezvényt (reverzálist): lemondanak hivatalukról, vagy áttérnek a római katolikus vallásra, vagy külföldre költöznek. Aki egyiket sem volt hajlandó aláírni, azt Pozsonyban 1674. áprilisában fő- és vagyonvesztésre ítélték, ám a többszörös fenyegetés ellenére nem végezték ki, hanem várfogságra hurcolták Lipótvárra, Sárvárra, Kapuvárra, Éberhardra, Komáromba vagy Berencsre.

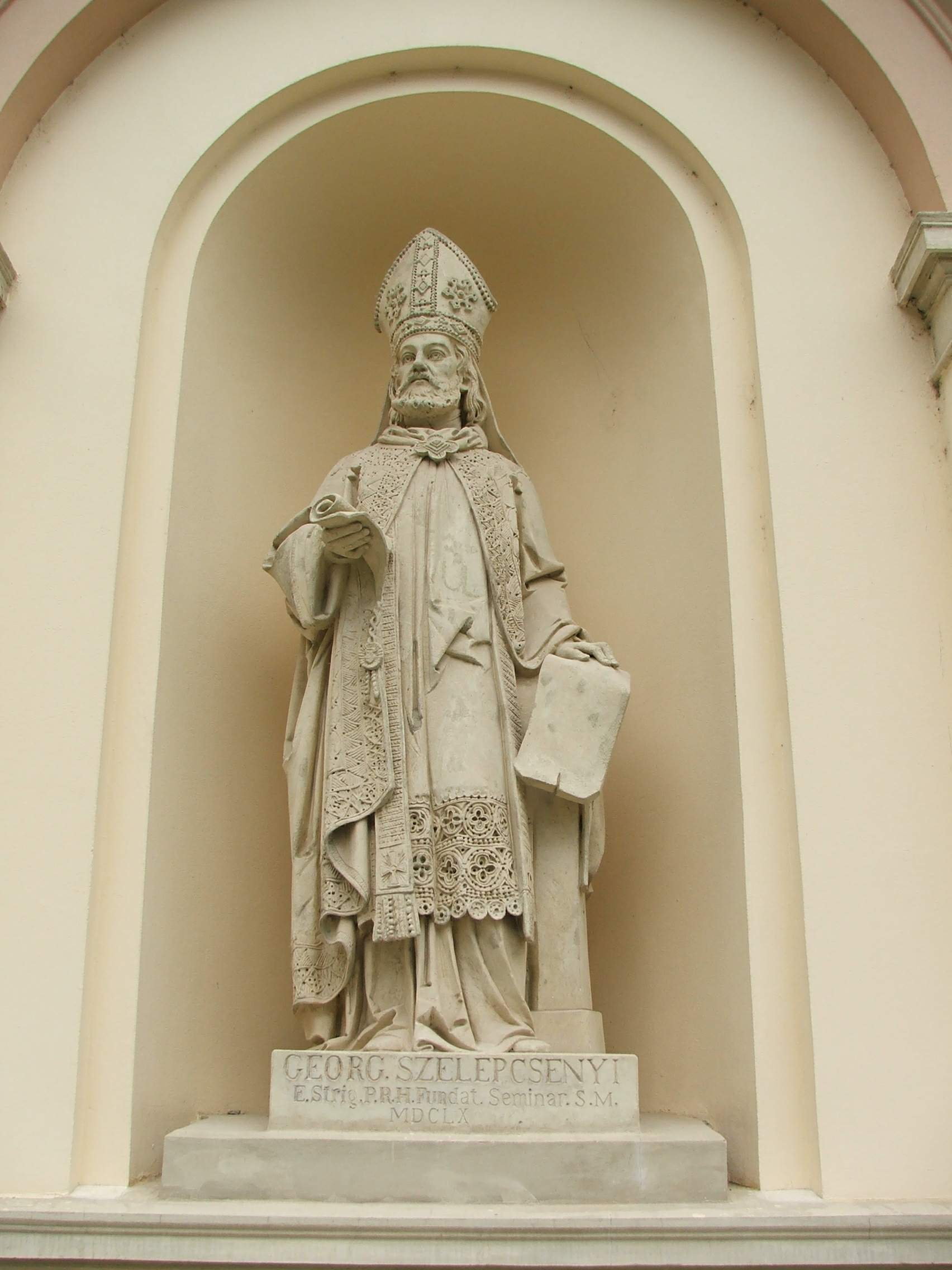
Szobra az esztergomi Nagyszeminárium épületén

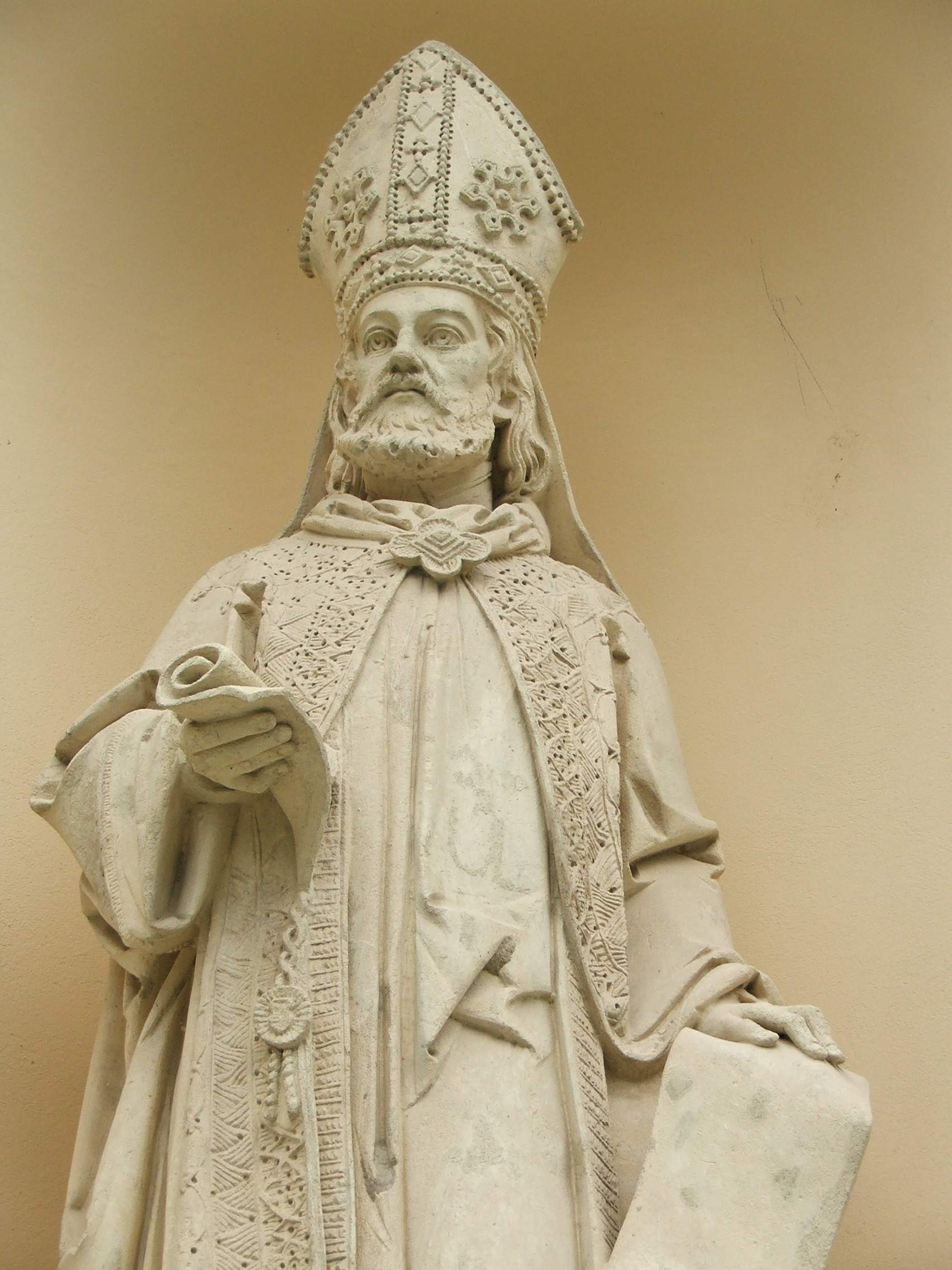
Közelebbről

## Életpályája

### Fiatal kora és származása
Szelepcsény községben született, Aranyosmarót mellett. A gyermek Szelepcsényit Barskisfalud fakápolnájában keresztelték meg, mivel a szelepcsényi és a barstaszári templomot a török lerombolta. A keresztelőjéről Szelepcsényi végrendeletéből tudunk, mely szerint:
… 2500 aranyat ajánlok a kisfaludi templomnak, melyben megkereszteltettem.
Szelepcsényi elszegényedett nemesi családból származott, Szelepcsényi Miklós és Gyürky Zsuzsanna fia volt. Az okiratok alapján volt egy Mihály nevű testvére is, aki 1676-ban halt meg és Garamszentbenedeken temették el. Szelepcsényi szüleit a törökök egy szelepcsényi portya alkalmával megölték. György és testvére Szelepcsényi rokonokhoz kerültek.
Szelepcsényi látogatása alkalmával Pázmány Péter felfigyelt az ifjú Györgyre és magával vitte Nagyszombatba, ahol hamarosan megkezdte tanulmányait a gimnáziumban. Érettségi után 1627-ben Pázmány támogatásával Rómába ment tanulni. Itt a Collegium Germanicum et Hungaricum-on folytatott filozófiai és teológiai tanulmányokat. Kiváló tanuló volt, sokat foglalkozott történelmi kutatásokkal a vatikáni levéltárakban. Rómában filozófiai és teológiai doktorátust szerzett. A záródolgozata, melyet Pázmánynak ajánlott, Propositiones theologicae címmel jelent meg. A munka előlapján maga Szelepcsényi Pázmány arcképét formázta meg rézből.

### A nyitrai püspöki szék
Hazatérése után 1634-től mint szenci plébános tevékenykedett, majd 1636-tól nagyszombati kanonok lett. Nem sokkal ezután az egyházmegye érseki hivatalának kancellárja. 1637-ben Pázmány Péter sírja fölött ő mondta az emlékbeszédet. 1648. április 18-án nyitrai megyés püspökké és ebből adódóan Nyitra vármegye örökös főispánjává nevezték ki.
Eközben III. Ferdinánd magyar király küldötteként többször ellátogatott Isztambulba. A törökök Nyitra elleni támadása előtt előrelátóan 1663. október 12-én a káptalani könyvtárat és levéltárat elszállíttatta. Az nap a vár védői rövid harc után feladták a várat, és így Gházi Husszein vezetésével egy török sereg elfoglalta. A vár tiszttartója (provisor) a Zala vármegyei származású szenterzsébeti Terjék János (fl. 1632–1674) volt, Szelepcsényi familiárisa, akinek a felesége Maholányi Borbála, a püspöknek egy rokona. Később, szenterzsébeti Terjék János  1664. november 4.-én, I. Lipót magyar király, kegyelmet adott Terjék Jánosnak a Nyitra vár feladásával elkövetett hűtlensége miatt.
1664 áprilisában a törökök a nyitrai Alsóvárost és Felsővárost elpusztították. A székesegyházat lóistállóként használták, így teljesen tönkrement. Az oltárakat lerombolták, és Szent Zoerard-András és Benedek ereklyéit kidobálták a templomból. A törökök távozása után Szelepcsényi megújíttatta és kijavíttatta a székesegyházat.
Egyes szlovák források szerint a nyitrai kódexet Szelepcsényi adományozta a székesegyháznak, ezért néhányan Szelepcsényi-kódexnek is nevezik.

### Szelepcsényi az esztergomi érsek

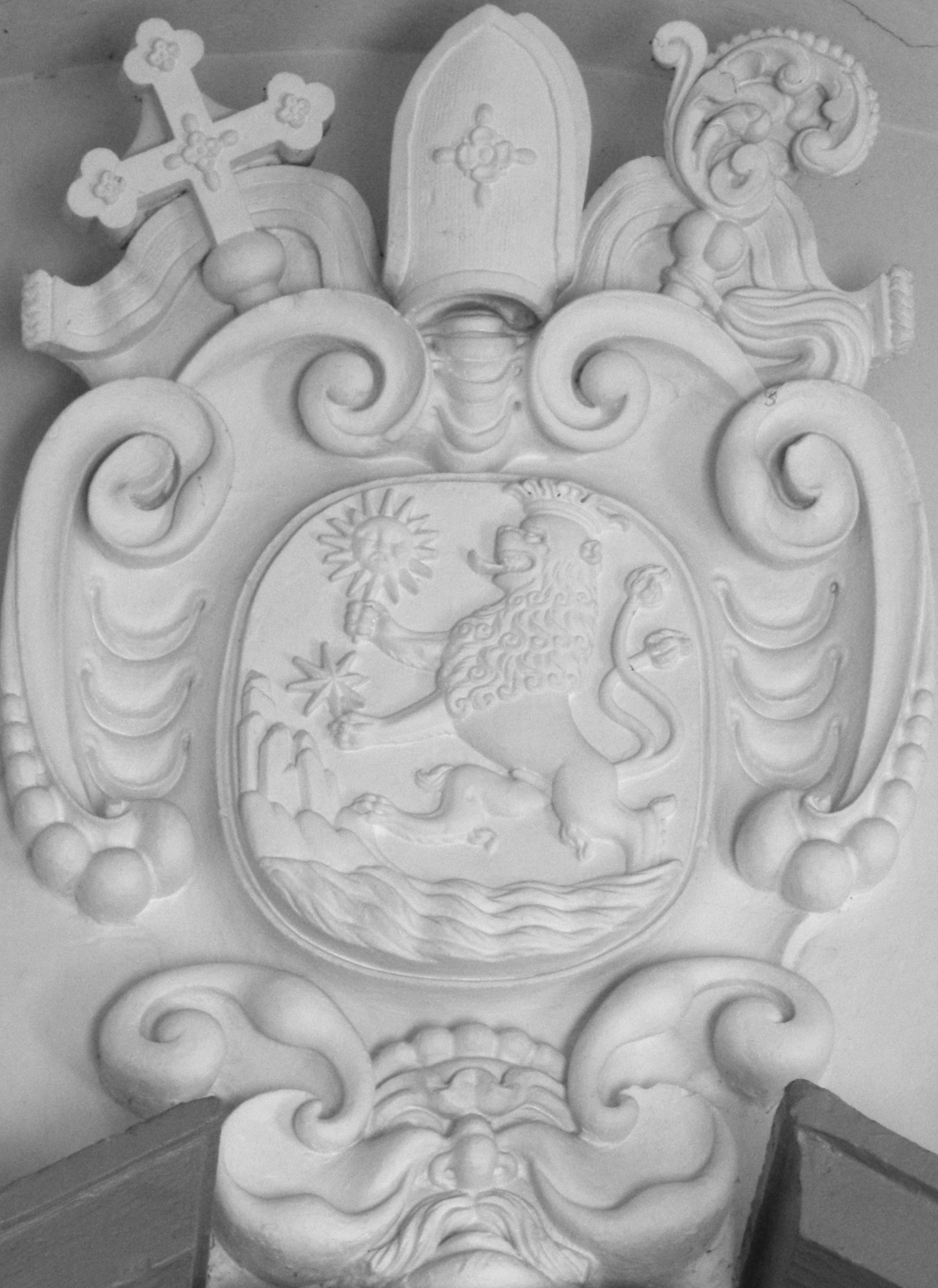
Címere Szunyogdi templomában
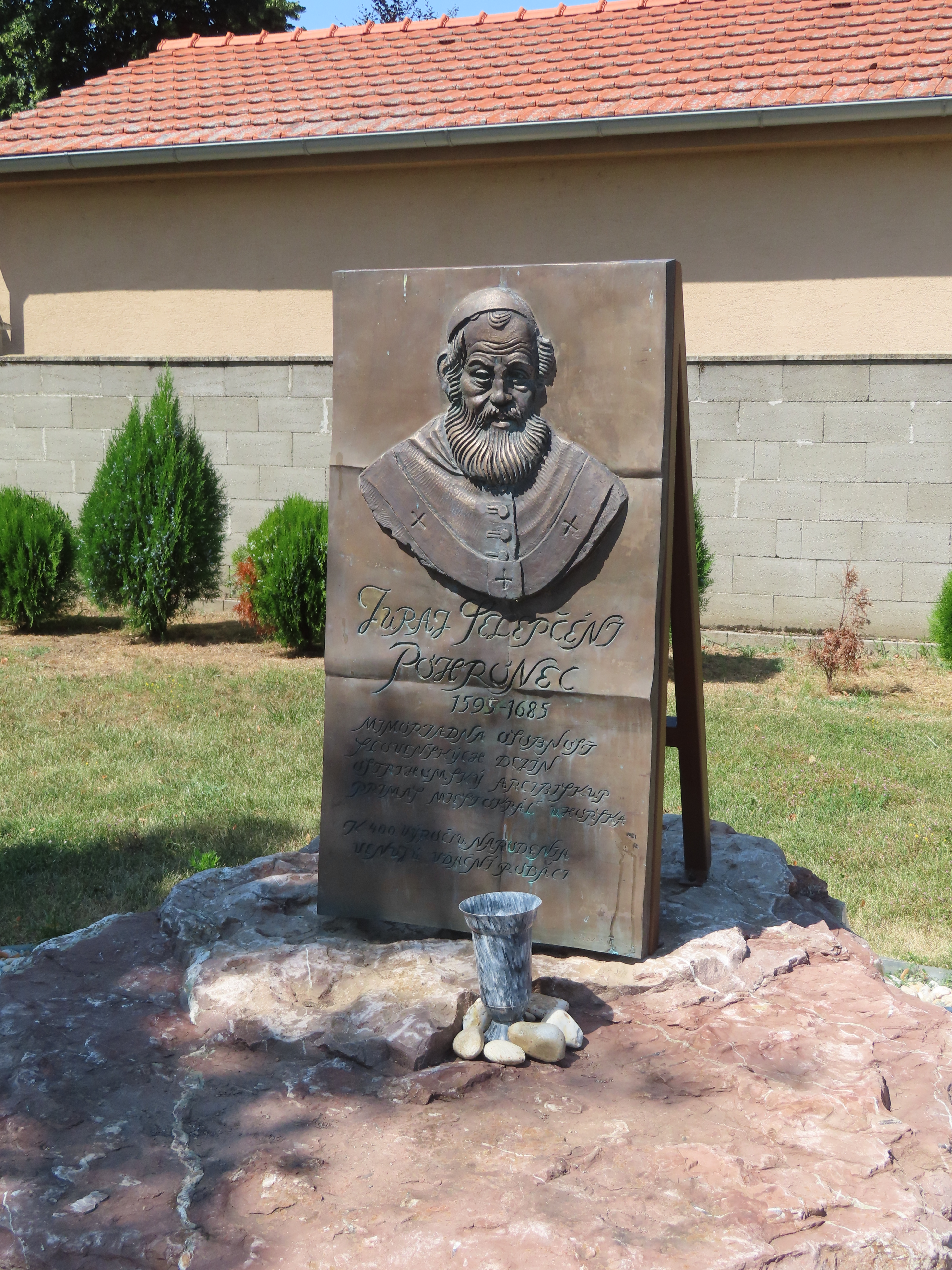
Szelepcsény

Lippay György esztergomi érsek halála után az érseki székben utóda Szelepcsényi lett. 1666. január 15.-én I. Lipót király kinevezte Szelepcsényit érseknek. Az érseki kinevezéssel, egyidejűleg kinevezték Magyarország prímásává. A még szolgálatában levő szenterzsébeti Terjék János 1667. június 29.-én elfoglalta a boldogkői várat az érsek nevében, majd ellátta a provizori tisztséget egy ideig (1675-ben Hankony János már a vár provizora volt).
1670-ben a Wesselényi-összeesküvés felszámolása után királyi helytartó lett Pozsonyban. 1670. október 18.-án kapott tanácsosi címet I. Lipót magyar királytól. Az ellenreformáció tántoríthatatlan képviselője lett. Támogatta a nagyszombati egyetem könyvnyomtatási programját. Több új templomot építtetett az egykori búcsújáró helyeken. Támogatta a töröktől oly sokat szenvedett Zsitva-mente megújítását.1680-tól Bars vármegye főispánja lett. Szelepcsényi életcélja volt a török veszély végleges felszámolása. Elsősorban az ő érdeme volt Sobieski János lengyel királlyal kötött törökellenes szövetség. Híveit többször is kérte, hogy imádkozzanak az ország felszabadításáért Szűz Máriához. 1683 nyarán anyagilag és élelmiszerrel látta el Bécs védőit. Ennek emlékére hirdette ki szeptember 12. XI. Ince pápa Szűz Mária neve napjának. Szelepcsényi segítségéért megkapta a "Bécs megmentője" címet. Hosszú életet élt, 1685. január 14-én halt meg a morvaországi Letovicében, ahol gyógyüdülésen volt. Végakarata szerint a mariazelli templom általa építtetett Szent László-kápolnájában helyezték nyugalomra. Vagyonát különböző iskolákra, plébániákra és kolostorokra hagyta. Szelepcsényi szlovák származását nem titkolta soha. Több földijét nemesi rangra emeltette. Közéjük tartozik a Malík és a Baliga család Szelepcsényből és néhány család Barstaszárról is.
Szelepcsényinek szobra van a taszármalonyai templomban, amelyet az itt született Július Gábriš nagyszombati adminisztrátor készíttetett. Barskisfalud templomában látható arcképe és Szelepcsényben a templomon emléktáblája van.
Az érsek halála után, az egyik főörököse pohroncz-szelepcsényi Maholányi János, rokona, a királyi kancelláriai titkár volt, aki pograneczi Jókay János és András testvérekkel és Kordics Istvánnal együtt, megkapták az egyházfőnek minden Morvaországi birtokát.

## Irodalmi munkássága
Szelepcsényi gazdag irodalmi munkásságot fejtett ki élete során. Kiadta a nagyszombati zsinat határozatait és az esztergomi szertartásos könyvet, melyben magyar, szlovák és német nyelvű szertartási szövegek is vannak.
Szinnyei József a következő munkáit ismeri:
1. Propositiones Theologicae defensae 1624. Romae
2. Acta et decreta Synodi Dioecesanae Strigoniensis celebratae Tyrnaviae,... M.DC.XXIX. die IV. Octobris et sequentibus... Pro Commoditate Parochorum recussum... M.DC.LXVII.
3. Istenes Énekek. Nagyszombat, 1672. (Azontúl számos kiadást ért, ú. m. 1680., 1686., 1738. sat. Ez a Kisdi B. által kiadott s Ragyóczi Péternek tulajdonított énekeskönyvnek a szerkezet megtartásával bővített és részben javított kiadása) (1938) Cantus catholici : 1675 és 1703: III. Magyar irodalmi ritkaságok. Egyetemi Nyomda, Budapest
4. Officiacum Propriis PP. R. Hung. Uo. 1680
5. Epistola Pastoralis... ope cujus Synodum nationalem convocat. Uo. 1682
6. Rituale Strigoniense, denuo editum. Uo. 1682
7. Edictum adversus declarationem Gallicanam
8. 1655. március 10-én és 1681. május 12-én Pozsonyban az országgyűlésen mondott beszédei (Tudományos Gyűjtemény 1831. XI.)